# Гёцке, Бернхард
Бернхард Гёцке (нем. Bernhard Goetzke, 5 июня 1884 — 7 октября 1964) — немецкий актёр эпохи немого и звукового кино. С 1917 по 1954 год снялся более чем в 100 фильмах, среди которых «Усталая Смерть» (1921), «Доктор Мабузе, игрок» (1922), «Нибелунги» (1924).

## Биография
Бернхард Гёцке родился 5 июня 1884 года в Данциге. Получил актёрское образование, работал в театрах в Хагене, Дюссельдорфе, Дрездене и Берлине.
Начал сниматься в кино в 1917 году, дебютировав в фильме Роберта Вине «Страх» (Furcht), однако всерьёз оказался востребован кинематографом начиная с 1919 года. Его мужественная внешность, сдержанная, но выразительная мимика и великолепная способность скупым жестом передать характер и чувства своего персонажа привлекли к нему внимание крупнейших немецких кинорежиссёров.
Первые значительные роли Гёцке — йог Рамигани в двухсерийном приключенческом эпике Джоэ Мая «Индийская гробница» (Das indische Grabmal, 1921) и титульная роль в философском фильме Фрица Ланга «Усталая Смерть» (Der Müde Tod, 1921). Этот фильм также начал плодотворное сотрудничество Гёцке с Лангом, который снял его в значительных ролях в своих следующих фильмах «Доктор Мабузе, игрок» (Dr. Mabuse, der Spieler, 1922) в роли инспектора фон Венка и «Нибелунги» (Die Nibelungen, 1924) в роли рыцаря-барда Фолькера. Представляет интерес также исполнение им роли инженера Крамера в фильме Герхарда Лампрехта «Отверженные» (Die Verrufenen, 1925). Гёцке много снимался в зарубежных постановках, в том числе в итальянском «Последние дни Помпеи» (Gli ultimi giorni di Pompeii, 1926), британском фильме Альфреда Хичкока «Горный орёл» (1926), во французском фильме Анри Фескура «Монте-Кристо» (Monte Cristo, 1929) и других.
Отдельный интерес для российского зрителя представляет участие Гёцке в фильмах русских и советских постановщиков — в частности, он играл роль князя Меншикова в фильме Дмитрия Буховецкого «Пётр Великий» (Peter der Große, 1922) и роль немецкого полковника фон Шонау в фильме Евгения Червякова «Города и годы» (1930) по одноимённому роману Константина Федина. Последней главной ролью Гёцке стала роль профессора Цанге в советско-германской постановке Григория Рошаля «Саламандра» (1928).
С появлением звукового кино кинематографическая карьера Гёцке пошла на спад, хотя он продолжал регулярно сниматься в ролях второго плана вплоть до 1944 года, а после этого изредка появлялся на экране до начала 1960-х годов. В этот период основное внимание он уделяет работе в театре.
Бернхард Гёцке скончался в Западном Берлине 7 октября 1964 года. В посвящённом ему некрологе из ежегодника «Deutsches Buhnenjahrbuch, 1964» было сказано: «Гёцке с его резкими чертами, высоким лбом и пронзительным взглядом, высокий и стройный, был одной из самых заметных фигур среди актеров немецкого немого кино».

## Избранная фильмография
Всего Гёцке снялся в 138 фильмах
- 1917 — Страх / Furcht
- 1919 — Мадам Дюбарри / Madame DuBarry — революционер
- 1919 — Die Pantherbraut — священник
- 1920 — Нирвана / Nirvana
- 1921 — Усталая смерть / Der müde Tod — Смерть.
- 1921 — Братья Карамазовы / Die Brüder Karamasoff — Иван
- 1921 — Das Geheimnis von Bombay — индийский авантюрист
- 1921 — Индийская гробница / Das indische Grabmal zweiter Teil — Der Tiger von Eschnapur — йог Рамигани
- 1922 — Пётр Великий / Peter der Große — Александр Меншиков
- 1922 — Доктор Мабузе, игрок / Dr. Mabuse, der Spieler — Ein Bild der Zeit — инспектор фон Венк
- 1924 — Ночи Декамерона / Decameron Nights — Торелло
- 1924 — Нибелунги / Die Nibelungen: Siegfried — Фолькер.
- 1925 — Отверженные / Die Verrufenen — Крамер.
- 1926 — Последние дни Помпеи[англ.] / Gli ultimi giorni di Pompeii — Арбас.
- 1926 — Горный орел / The Mountain Eagle — мистер Петтигрю.
- 1928 — Саламандра — профессор Цанге
- 1929 — Монте-Кристо / Monte Cristo — аббат Фариа
- 1930 — Города и годы — полковник фон Шонау
- 1930 — Дрейфус / Dreyfus — генерал Пелье
- 1932 — Die Tänzerin von Sans Souci — генерал Зейдлиц
- 1932 — Чёрный гусар / Der schwarze Husar — герцог Фридрих Вильгельм Брауншвейг-Вольфенбюттельский
- 1932 — Rasputin, Dämon der Frauen — Лука Ватер
- 1936 — Курьер царя / Der Kurier des Zaren / Michel Strogoff — эмир Феофар
- 1940 — Еврей Зюсс / Jud Süß
- 1943 — Парацельс / Paracelsus
- 1943 — Мюнхгаузен / Münchhausen — Гатти
- 1944 — Das war mein Leben — Alter Bauer
- 1950 — Das kalte Herz — Armer Bauer am Karussell
- 1961 — Елизавета Английская / Elisabeth von England — Первый лорд